# ガリレイ数
ガリレイ数（ガリレイすう）とは、流体力学において使われる、浮力に関する無次元数である。以下の公式で求められる。
{\displaystyle Ga={\frac {gl^{3}}{\nu ^{2}}}}
ただし、{\displaystyle Ga}はガリレイ数、{\displaystyle g}は重力加速度、{\displaystyle l}は物体の長さ、{\displaystyle \nu }は物体の動粘性率を表す。